# Benue-Congotalen

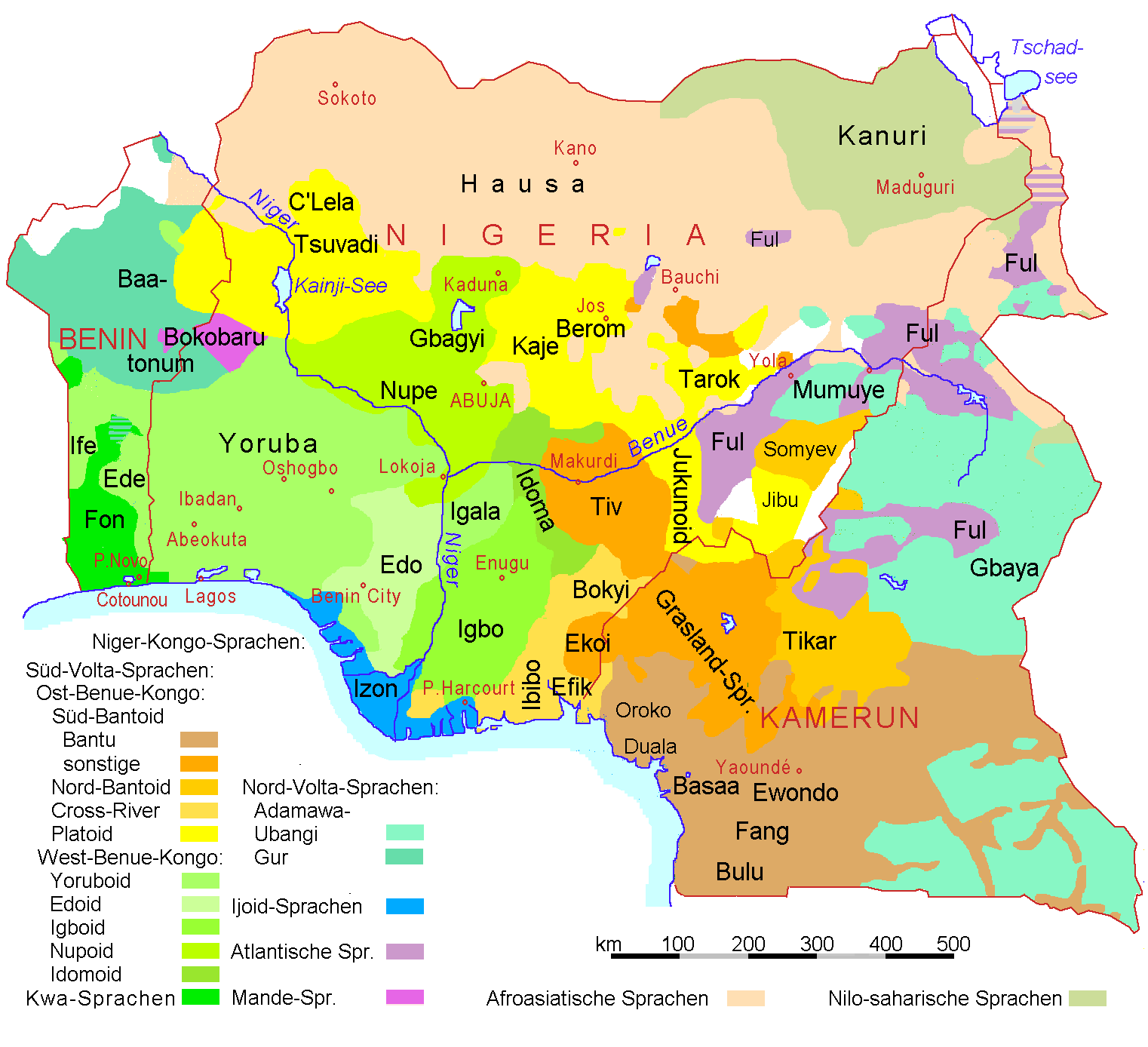
Geografische spreiding van de Benue-Congotalen

De Benue-Congotalen vormen een groepering van Afrikaanse talen. Het wordt beschouwd als de grootste tak van de Niger-Congo-taalfamilie en telt wel 938 talen in totaal. Het is de grootste tak zowel in aantal talen als in aantal sprekers. Deze taalfamilie vormt net als de Gur-, Kru-, Kwa- en Adamawa-Ubangitalen een tak van de Volta-Congo-subfamilie.
Benue-Congo is te verdelen in dertien subgroeperingen, namelijk Akpes (1), Bantoetalen(668), Cross River (67), Defotalen (16), Edotalen (27), Idomotalen (9), Igbotalen (7), Kainji (57), Nupotalen (12), Oko (1), Platotalen (68), Ukaan (1) en als laatste ongeclassificeerde talen (4). Van deze subgroeperingen is Bantoid met 668 talen de subgroepering die de meeste talen kent. De Benue-Congotalen worden voornamelijk gesproken in West-Afrika en Afrika bezuiden de Sahara.
Sporen van enkele Edekiritalen (onderdeel van Yorubatalen, een tak van de Defo-subgroep) zijn ook te vinden in de diaspora in het Caribisch gebied, voornamelijk in het oosten van Cuba en in het noordoosten van Brazilië, waar veel Afrikaanse slaven zijn gestrand. Overblijfselen van Benue-Congotalen in de diaspora beperken zich vooral tot religieuze uitingen zoals in het geval van Brazilië Candomblé en de Umbanda, in Cuba door Santería en in Haïti de Vudu(m). Het Yoruba is de grootste taal van de Niger-Congo-taalfamilie, gemeten in aantal sprekers, met meer dan 20 miljoen eerstetaalsprekers in Nigeria.